# Trappistinnenabtei Matutum
Die Trappistinnenabtei Matutum  ist seit 1995 ein philippinisches Kloster in Landan, Polomolok, South Cotabato, Mindanao, Bistum Marbel.

## Geschichte
Auf Einladung der philippinischen Trappistenabtei Guimaras gründete das italienische Trappistinnenkloster Vitorchiano 1993 (1995) auf der philippinischen Insel Mindanao am erloschenen Vulkan Matutum (nördlich der Stadt General Santos) das Kloster „Unsere Liebe Frau vom Berg Matutum“, das 2000 zur Priorei und 2012 zur Abtei erhoben wurde. Erste Oberin, Priorin und Äbtissin: Giovanna Garbelli.